# Figura en miniatura
Las figuras en miniatura son representaciones a escala de la figura humana.
Usualmente suelen dividirse en figuras históricas, figuras de fantasía y de personajes famosos.
Pintar miniaturas es una afición que ha alcanzado un nivel muy alto en la actualidad en muchas de sus facetas, cada una con sus particularidades, pero todas caracterizadas por el estímulo de ideas y el aportar distintas técnicas de pintado.
Hoy en día, los modelistas disponen de una cantidad aparentemente inagotable de accesorios y de material de consulta para la realización de sus figuras.

## Modelado de la figura
El escultor es el que comienza con la figura.
Su actividad consiste en crear la miniatura desde cero.
Las fuentes de inspiración de los modelistas suelen ser libros de historia, láminas, novelas, películas, cómics, etc.
Los tamaños de figuras más corrientes en el mundo de las miniaturas son: 54mm., 70mm., 75mm. 90mm., 120mm., bustos, etc.
El escultor comienza a partir de un alambre, generalmente de cobre, con el cual construye lo que sería el esqueleto de la miniatura.
Es entonces cuando comienza a trabajar con la masilla de modelar, de la cual hay deferentes tipos, como A+B,  MagicSculpt o Milliput entre otras. Todas son masillas esposídicas de dos componentes, que comienzan a endurecerse al unirse ambos.
Valiéndose de las distintas herramientas, el escultor empieza haciendo con masilla el cuerpo de la figura sobre el esqueleto de alambre. Una vez seca, comienza haciendo las vestimentas y los distintos accesorios que la complementan.
El escultor tiene entonces dos opciones, si la figura es solo un original pasará entonces al pintado de la misma, pero si es una figura comercial, deberá separar las distintas partes de la figura (depende de según como sea la misma) para que pueda ser usada como maestro para crear las diferentes copias.
Las figuras comerciales suelen ser de plomo o de resina.

## Pintado de la figura
Antes de comenzar el pintado de miniaturas se deben seguir una serie de pautas.
Primero, como la figura viene separada por piezas, se deben unir solo aquellas piezas que no dificulten el pintado de la misma. Es preferible además pegar la figura a una base provisional para que a la hora de pintar no toquemos con los dedos la miniatura.
Tras esto, se pasa a eliminar las líneas de molde, o como los aficionados a este hobby lo llaman “la rebaba”, que no es más que el material sobrante que queda en la figura a la hora de hacer las copias a partir del maestro. Para quitarla se suele usar un cúter, una lima o papel de lija muy fino.
Se debe entonces pulir la figura para quitar todo tipo de imperfecciones.
Por último, ya usando un pincel, se le da a la figura una capa de imprimación.
Esto es una suave capa de pintura de un único color para que el resto de colores agarren mejor a la figura.
La capa de imprimación suele darse con color blanco o negro, o también con color gris.
Los más expertos suelen usar los distintos tipos de imprimación para hacer distintos efectos en la figura.
Es entonces cuando se empieza a pintar la figura.
En el pintado con acrílicos, aunque los colores sean totalmente diferentes unos de otros, se suelen regir por una misma regla, la cual no es estricta y puede romperse según quiera la persona que pinta la miniatura.
Normalmente se suele comenzar dando un color base en la zona a pintar. Una vez hecho esto, se suele pasar a dar un tono de luz usando un color más claro, reduciendo la zona pintada. Se seguirá dando luces, cada vez más intensas a la vez que más pequeño es el espacio que ocupa la pintura hasta que el pintor estime necesario.
Tras esto se pasará al pintado de las sombras. Partiendo del color base, se escogerá un color más oscuro para dar las sombras. Al igual que las luces, se seguirán aplicando sombras hasta que el pintor estime necesario.
Una vez la figura esté acabada, hay que buscar una base sobre la que se pondrá el terreno.

## El terreno de la figura
Pintar el terreno de la figura es otra manera de disfrutar el hobby.
El terreno debe estar acorde con las características de la figura. Existen terrenos comerciales que se pueden comprar, pero es mucho más enriquecedor crear el terreno desde cero.
Con el terreno se busca emplazar la figura en un momento y lugar determinados, este puede ser real o fantástico.
Se busca pues una ambientación adecuada con los distintos materiales de los que disponga el pintor.

## Escultores más representativos
- Alan y Michael Perry (Reino Unido)

- Stefano Cannone (Italia)
- Joaquín Palacios (España)
- Andrea Jula (Italia)
- Bill Horan (Estados Unidos)

## Pintores más representativos
- Pepe Gallardo (España)
- Gianfranco Esperanza (Italia)
- Danilo Cartacci (Italia)
- José Hernández (España)

## Marcas más representativas
- Elite Miniaturas
- Pegaso Models
- Miniaturas Andrea
- Games Workshop